# 格拉斯哥地铁

地铁系统

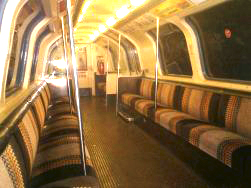
地铁車廂

格拉斯哥地铁（英語：Glasgow Subway）位于英國苏格兰格拉斯哥地下地鐵，由一条闭环地铁线构成，全长10.4公里，共有15个车站。
格拉斯哥地铁启用于1896年12月14日，是全世界历史仅次于伦敦地铁和布达佩斯地铁的第三条地铁系统，不过自1896年开通以来，格拉斯哥地铁一直没有开通新的地铁线路。1977年至1980年，格拉斯哥地鐵進行了大規模車站翻新工程。
格拉斯哥地鐵並非市內最古老的地下鐵路。1886年開通的格拉斯哥城市及區域鐵路（現為格拉斯哥市郊鐵路北克萊德線的一部分）於市中心的高街至查令十字以西擁有長達5公里的地下隧道，該段鐵路為格拉斯哥市內最古老的地下鐵路。除此之外，前身為格拉斯哥中央鐵路的市郊鐵路亞皆老線亦於格拉斯哥市中心設有地下部分。

## 路線
格拉斯哥地鐵系統只有一個大型環線，長約10.5公里，橫跨克萊德河南北兩岸。地鐵軌道使用了不同尋常的窄軌，軌距為4英尺（1,219毫米），隧道直徑為11英尺（3.4米），比倫敦地鐵的深層線路（最小3.56米）還要小；因此列車亦更小。
該系統被描述為兩條線路，即外環和內環，它只是指雙軌，列車分別在不同的隧道中圍繞同一路線順時針和逆時針運行。車站使用多種月台佈局，包括單島式月台和相對側式月台。部分車站，例如布坎南街站，於後期增設了一座側式月台，使車站擁有一島一側式月台。雖然如此，在該批車站，島式月台面向側式月台的一側均已設立玻璃牆作阻隔，運作上等同兩座側式月台。
地鐵的運行線路完全在地下，位於般隆（Broomloan）路的車廠（位於加文和埃布羅克斯站之間）則在地上，早期的車廠也是在加文。在現代化工程之前，列車過去常常由起重機吊裝到軌道上和軌道上。現代化工程於加文和埃布羅克斯站之間安裝了轉轍器和入口坡道，使列車可以在該處離開隧道系統以終止營運，進行維護、修理、清潔或存儲。
該系統由斯特拉斯克萊德運輸合作夥伴（SPT）（前身為斯特拉斯克萊德客運運輸公司）擁有和運營，在2019-20年期間運送了1270萬名乘客。自2007年以來，地鐵一直由英國交通警察保持治安。

## 歷史

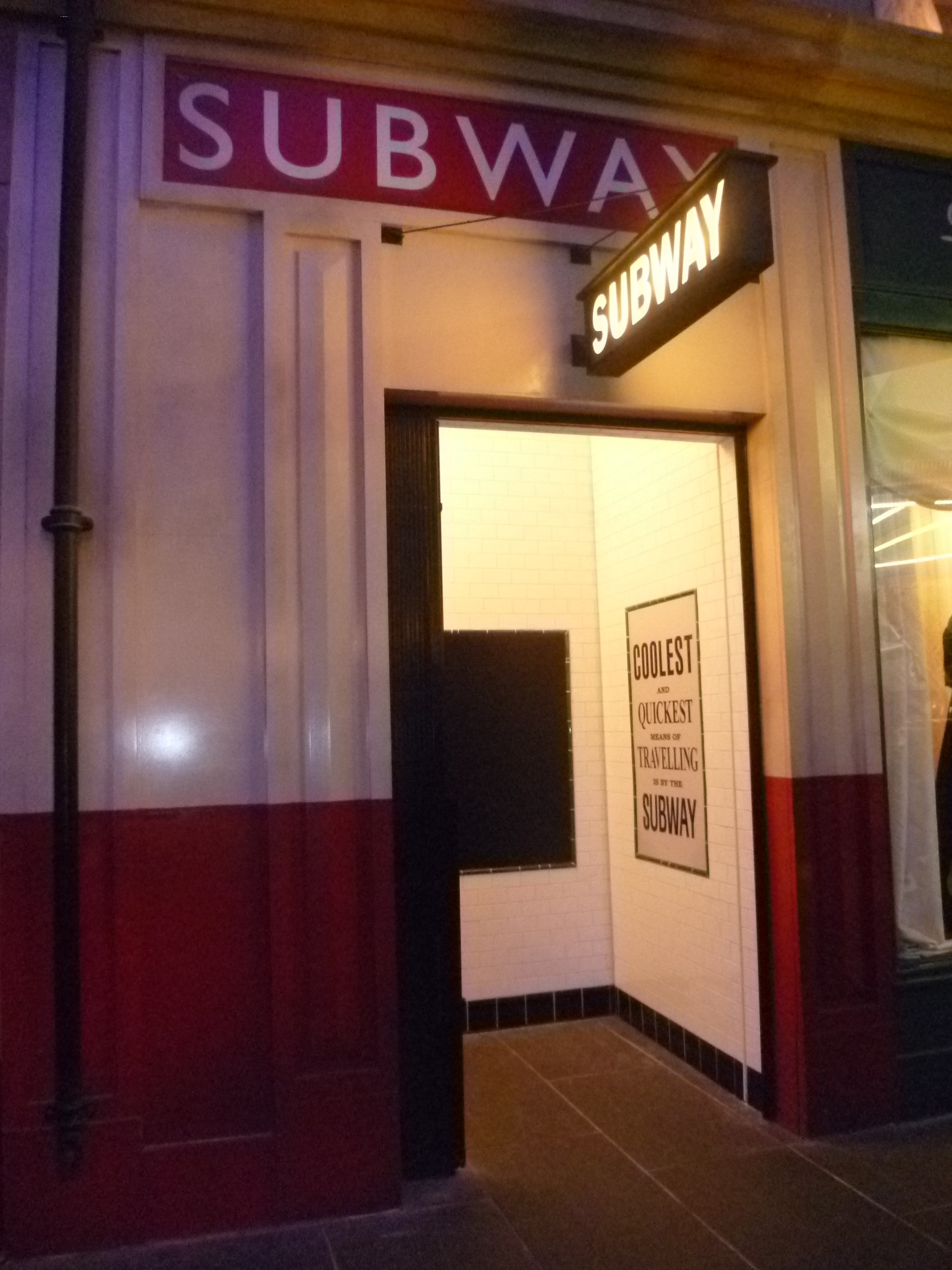
位於河濱博物館、重建的初代格拉斯哥地铁站入口

### 1896-1977年
格拉斯哥區域地鐵公司於1891年開始建設地鐵，並於1896年12月14日開通。初時地鐵由纜索系統（類似循環式地面纜車）提供動力，每個方向都有一根纜索。該項目的助理工程師是威廉·泰特 （William Tait）。 
纜索由西街站和希爾茲路站之間的蒸汽動力裝置驅動。沒有額外的纜索讓列車到達車廠；取而代之的是，列車通過在加文車廠的一個坑上操作的起重機在車廠和運行線之間轉移。這也意味著兩條軌道可以完全分開，外內環全線軌道都沒有轉轍器。公司總部位於聖以諾站的地面建築；這座獨特的華麗建築至今仍矗立在聖以諾廣場，隨後曾被斯特拉斯克萊德運輸合作夥伴用作旅遊資訊中心，現在是一家咖啡店。
地鐵剛開通時使用單車廂四軸（雙卡車）列車營運。初時，伍斯特郡奧爾德伯里的奧爾德伯里鐵路客廂和貨廂公司為格拉斯哥地鐵建造了20卡木製車廂（許多車廂經改造後繼續服役到1977年）。 開幕當天深夜，即晚上11點後，一列載有60名乘客的列車在克萊德河下與另一列車相撞。四人受傷，其中一人被送往醫院。 這導致地鐵在 1897 年 1 月 19 日之前關閉。1897 年，奧爾德伯里鐵路客廂和貨廂公司又交付了10卡木製車廂。從1898年開始，列車增加了第二個沒有纜索夾持系統的四軸（拖卡）車廂。該些車廂比第一卡車廂短得多。該些額外的車廂（最終編號為30）由位於拉納克郡馬瑟韋爾的赫斯特尼爾遜公司（Hurst Nelson & Company）建造，並很快被延長以匹配第一卡車廂的長度。現時41T車廂已被恢復到原來的長度並被縱向切割，39T號車廂則被保存在河濱博物館。大多數使用纜索夾持系統的車廂隨後在1935年轉換為電力牽引。許多在1960年代被轉換為氣動推拉門，但有一些閘門保留到1977年。 
初時15座車站全部採用島式月台。因此，列車只在一側開門。列車中的電燈由兩個平行的壁掛式母線（稱為“T型鐵”）供電，母線位於列車非月台側的窗戶高度處；列車最初裝有輪子來接收電力，但在電氣化後不再使用。直到1935年，列車仍然採用電纜牽引，而不合時宜的供電照明方式更一直持續到1977年。照明電路也曾是信號系統運行的一部分。
格拉斯哥地鐵的開放時間多年來有所不同，現時地鐵於週一至六06:30-23:40營運。 2011年4月至2012年地鐵嘗試於週日09:00至18:30運行後，地鐵亦於週日10:00-18:12營運。
格拉斯哥公司於1923年以385,000英鎊（相當於2021年的23,361,005英鎊）購入格拉斯哥區域地鐵公司。1935年，列車被轉換為以第三軌供電（600伏直流電）。1935年3月到12月，順時針方向的列車是由纜索牽引的，而逆時針方向的列車是電動的。轉換為電力牽引的成本為120,000英鎊（相當於2021年的8,862,198英鎊）。最後一次纜車服務是在1935年11月30日，由羅伯特·博伊德（Robert Boyd）駕駛。
由於格拉斯哥地鐵站的深度普遍較淺，因此無法像倫敦地鐵於二戰時期增設防空洞設施。1940年9月18日，一枚德國炸彈於默克蘭街站（現帕爾蒂克站南側）南側一處綠地爆炸，使外內環軌道均受損毀。修復工程完成後，地鐵於1941年1月重開。格拉斯哥地鐵在此後再沒有受到破壞。
列車失去了原來的紫紅色和奶油色塗裝，取而代之的是紅色和白色塗裝。從1950年代開始，列車變成了紅色——與倫敦巴士的顏色相似。1970年代初期，41T車廂（拖卡）被重新粉刷成 1896 年的原始塗裝。
在1960年代的比欽大斧後，聖以諾及布坎南街國鐵站被關閉及拆除。當時格拉斯哥地鐵並沒有一站與市內的國鐵站設有直接連結通道。
列車（大部分可追溯到1896年）總是由兩節車廂組成——帶紅色真皮座椅的第一卡車廂（機動）和帶棕色真皮座椅的第二卡車廂（拖卡）。當時只允許在後車廂吸煙。座椅的靠背連接到車廂的側面，因此座椅與地板各自半獨立地移動。乘客在車廂“推擠”他們的過程中前後搖晃。乘客從列車中間進入（「Q Here」（在此排隊）標誌被塗在月台上），從第一卡車廂車廂的前門或拖卡的後門離開。
到1970年代，車站非常破舊。車站的圓形標誌通常附在燈柱上。這個標誌的上四分之三部分為白色背景（包含一個大紅色字母「U」），下四分之一為黑色（包含地下「Underground」一詞和指向車站入口的箭頭）。沒有車站有自動扶梯；當時只有開爾文橋站設有電梯。每個車站都有一個售票處（通常很小，只不過是一個有窗戶的售票亭）。票務系統與當時大多數電影院相同，票從車站售票處櫃檯的插槽中取出（所有票上都印有「Control Systems Ltd」（控制系統）或「Automaticket Ltd」（自動票）字樣）。車票總是在離開列車時收取。由格拉斯哥公司於1923年開始營運至1977年期間，員工均獲發深綠色的電車制服；制服的袖口上有一條黑色辮子，這是在1901年維多利亞女王葬禮時引入的。

### 現代化（1977-80）
到1970年代，格拉斯哥地鐵的使用率大幅下降。這部分是因為市內一些造船廠關閉以及大規模拆除克萊德河以南的公寓造成的。當時的車廂大部分可以追溯到1896年，雖然在1935年車廂改用電力牽引，但仍在使用。故障變得越來越頻繁；因為故障列車只能通過起重機移離軌道，所以一列無法運行的列車就可造成重大延誤。地鐵的未來成為大格拉斯哥客運執行局的一個主要問題，該局在1960年代後期從格拉斯哥公司接管了這條線路。1974年1月，該局宣布將實施現代化計劃。最初的計劃是讓列車繼續在其中一條環線軌道上運行，另一條軌道則關閉以進行升級。由於專家認為該計劃存在安全風險，所以該局最後沒有採用計劃。 
1977年3月24日，加文十字站（現開爾文廳站）的天花出現裂縫，導致地鐵服務暫停至5月2日。服務恢復後，外內環各只有四列列車營運。 由於加文十字站天花出現更多裂縫，地鐵系統全面關閉作整修的日期被提前。1977年5月21日，地鐵系統提前八天關閉以進行重大整修和現代化改造。嚴重惡化的隧道得到修復；車站進行了重建和擴建，布坎南街、帕爾蒂克、加文、埃布羅克斯、山頭和聖以諾站均增設了一座側式月台。 開爾文橋站的入口則改設於月台西端，在南林邊路新建了一個入口和停車場，並建設了一條通往大西部路的自動扶梯和通往站台西端的樓梯；東端原來的入口和樓梯變成了緊急出口，電梯也停止服務。 默克蘭街（Merkland Street）車站關閉；並於其北側新建了帕爾蒂克站，讓乘客得以在該站轉乘格拉斯哥市郊鐵路北克萊德線。 默克蘭街站的位置可以在列車通過一處直徑較大、同時有兩條軌道的隧道（該處為默克蘭街站站體）時被觀察到。 默克蘭街站的許多配件被用來在格拉斯哥交通博物館（該博物館於2010年關閉，並於2011年搬到河濱博物館）建造一個複制的前現代化車站，其中包含三輛保存完好的列車。
作為現代化改造的一部分，布坎南街站和格拉斯哥皇后街站之間的換乘通道增設了電動步道。
1977年8月，舊系統的所有多餘配件和設備在般隆（Broomloan）車廠的公開賣物會上出售。1977至1980年的現代化改造期間，承包商泰勒伍德羅（Taylor Woodrow）使用兩台克萊頓電池機車來牽引工程列車。
更換後的軌道儘管仍採用獨特的4英尺（1,219毫米）軌距，但較原軌道重。原般隆車廠亦進行了現代化改造，並配備了帶轉轍器的連接軌道以取代起重機轉移，並安裝了西屋電氣公司的新電力供應。 克魯澤（Crouzet，現已被施耐德電機收購）提供的新票務系統配備了可供乘客操作的自動售票機和自動驗票閘門，取代了舊的、穿孔的電影院式車票和售票員。 1980 年後的黃色車票已被更新、使用磁條卡車票的系統所取代。
現代化的系統使用自動列車操作，司機只負責在正常操作中按下「啟動」按鈕關閉車門。 
當地鐵系統關閉時，大格拉斯哥客運執行局引入了替代巴士服務以留住乘客。66號線覆蓋內環線，而99號線覆蓋外環線。

### 現代化工程後
格拉斯哥地鐵於1979年11月1日由英國女王伊麗莎白二世舉行重開儀式。由於重建工作仍未完成，地鐵系統直到1980年4月16日才重新向乘客開放。都城嘉慕在其位於伯明翰沃什伍德希思（Washwood Heath）的廠房建造了33節新車廂，並配備了英國通用電氣公司的電動機。新列車的外觀是與格拉斯哥藝術學院合作進行設計，根據當時的斯特拉斯克萊德運輸合作夥伴宣傳片，新列車的「可愛」外觀主要源自於藝術學院。 1992年又建造了8卡中央拖車車廂（車身外殼由利茲的亨斯萊德螺旋礦務運輸（Hunslet Gyro Mining Transport）製造，由基爾馬諾克的亨斯萊德-巴克萊完成），使所有列車都擁有三節車廂。現代化後，地鐵系統並不允許吸煙。
地鐵引入了新的企業標識（遵循1970年代的當代時尚），列車漆成亮橙色，車站大部分使用深棕色磚塊、橙黃色牆磚和其他灰白色表面，員工穿棕色制服。大型、發光的橙色「U」標誌被放置在車站入口處（但重新採用Subway「地鐵」一詞作系統名稱後被移除）。1990年代以來進行的翻新工程導致大多數車站外觀採用了單獨的配色方案。新列車最初的1980年橙色塗裝（帶白色條紋）很快被更深、更耐用的橙色所取代，後來又被斯特拉斯克萊德運輸合作夥伴的胭脂紅和奶油色塗裝所取代。
地鐵於1996年改為採用關鍵處理器（Vital Processor）聯鎖系統作信號系統，並隨後安裝了升級的列車監控系統。

### 進一步現代化（2000-）
2008 年，車站安裝了新的電子目的地標誌。

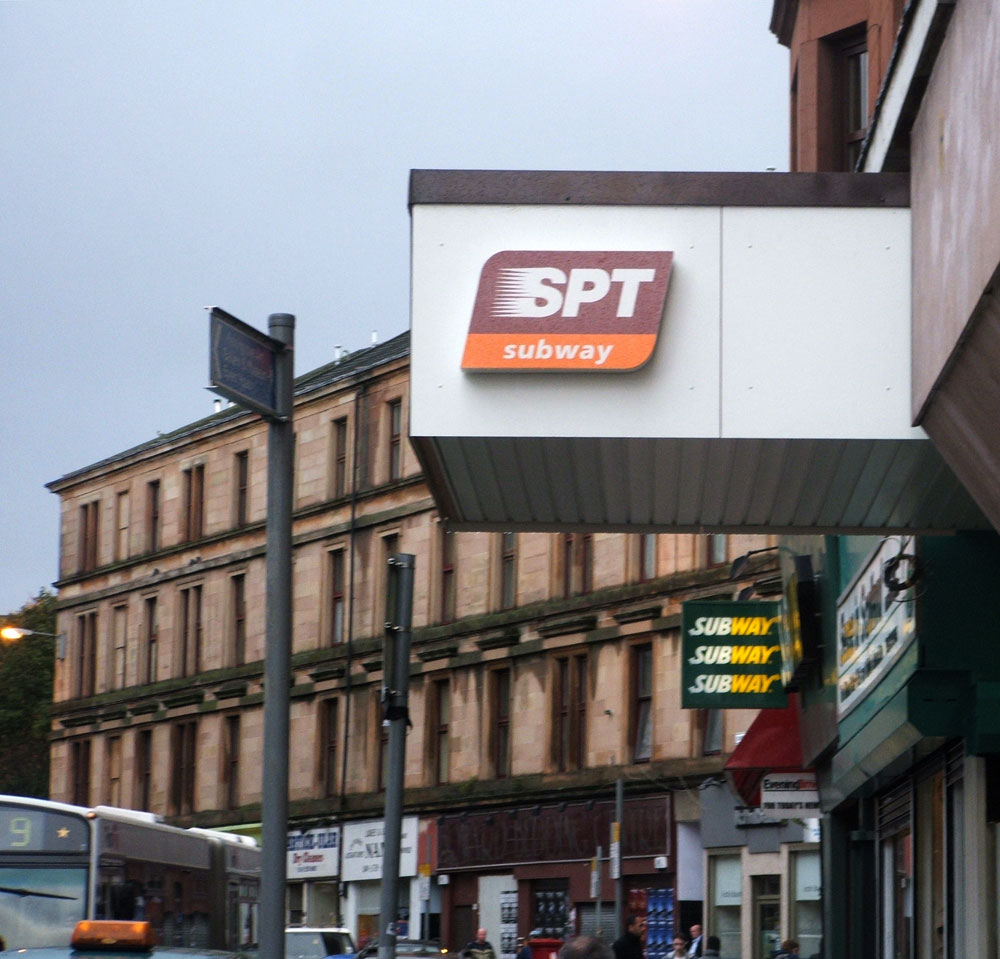
開爾文廳站出入口的舊式地鐵標誌

帕爾蒂克站現代化改造項目於2009年完成，對車站進行了全面重建，現時該地鐵站外設有火車站和巴士總站。
2010年4月，斯特拉斯克萊德運輸合作夥伴批准了耗資2.9億英鎊的地鐵升級大綱計劃——這是自1977-80年全面現代化工程以來的第一次。
現代化措施包括額外的安全措施、增加無障礙通道以及使用電子票等智能技術。這些提案於2011年3月獲得蘇格蘭政府的批准，將帶來的變化包括：
- 集成智能卡票務
- 新型無人駕駛列車
- 通過自動化改進信號
- 翻新所有地鐵站，包括增加無障礙通道、使用月台屏蔽門，使車站更方便、更安全。 [30][31]

第一個要現代化的車站是山頭站。其現代化工程於2011年開始，到2012年結束。車站的現代化改造包括重新鋪設所有牆壁和地板、更換自動扶梯、設立新售票處和一件公共藝術品。
在2014年格拉斯哥英聯邦運動會之前斯特拉斯克萊德運輸合作夥伴宣布了進一步現代化埃布羅克斯及開爾文廳站的計劃。此外，所有其他車站都計劃在對其進行現代化改造之前先更新品牌，以實現設計的統一。
2016年3月，斯特拉斯克萊德運輸合作夥伴將合同授予施泰德鐵路和安薩爾多信號與運輸方案，為格拉斯哥地鐵供應17列新列車。

## 未來發展
格拉斯哥地鐵是全球惟一開通最初路線後125年以來均從未擴展的地鐵系統。2018年一份研究報告歸納了格拉斯哥地鐵自1937年以來的各項擴展方案。
2005年初，斯特拉斯克萊德運輸合作夥伴宣布他們將聘請顧問研究擴展地鐵系統至格拉斯哥的西區、東區、南區和格拉斯哥港地區。擴建工程將利用城市地下現時未有使用的隧道，並且有可能在更換和重鋪路面（明挖隧道）之前挖掘道路以安裝隧道。
2007年3月14日，斯特拉斯克萊德運輸合作夥伴公佈了顧問推薦的方案。其中包括總成本為2.7億英鎊、對現有列車和車站進行的重大翻新工程。 擴建現有網絡的成本則約為23億英鎊，包括一個新的東區環線，在聖芒戈、昂斯勞（Onslow）、 公爵街站、塞爾提克公園球場、達爾馬諾克（Dalmarnock）、紐霍爾（Newhall） 和戈布斯（Gorbals）設有七個新車站。目的是改善市內目前鐵路服務不佳的地區的交通連接，希望這將有助市區重建和格拉斯哥申辦2014年英聯邦運動會。東區環線將在靠卡登斯、布坎南街和聖以諾於原環線交匯。其他提議包括使用舊鐵路線將系統向南延伸至卡夫卡特（Cathcart），並進一步向西延伸至蘇格蘭會展會議中心和 瑪麗山（Maryhill）。
2007年，斯特拉斯克萊德運輸合作夥伴發表了一份報告，反映市民對格拉斯哥地鐵擴建的廣泛支持。
格拉斯哥市議會提出、計劃連接格拉斯哥中央站和格拉斯哥皇后街站的格拉斯哥橫貫鐵路提案中，亦有聚焦斯特拉斯克萊德運輸合作夥伴所進行的可行性研究，其中包括擬議的新西街國鐵站，該站將與地鐵網絡上的西街站相連。2022年，蘇格蘭交通部發布了戰略交通項目審查2的最終版本，其中概述了克萊德地鐵的提案。克萊德地鐵提案保留了格拉斯哥地鐵，並指出了在西街新建國鐵站的潛力。

## 車站列表
格拉斯哥地鐵全數車站均位於地底，屬於收費區G。除了帕爾蒂克站外，其餘車站均於1896年12月14日隨全線開通而啟用。帕爾蒂克站於1980年4月16日啟用，並取代了位於其南側的原有車站默克蘭（Merkland）街站。加文站及聖以諾站為格拉斯哥地鐵惟二同時擁有電梯和扶手電梯的車站，也是惟二提供無障礙通道的車站。帕爾蒂克站則擁有扶手電梯。
開爾文廳站在開通時原稱帕爾蒂克十字站，後於1977年改為現稱。
| 車站                         | 鄰近鐵路站/交通設施                | 服務地區                                              | 鄰近地標/設施                                                                             | 站台設計 | 2018年乘客量（百萬） |                     |
| ↑成环运行，接山頭站          | ↑成环运行，接山頭站                | ↑成环运行，接山頭站                                   | ↑成环运行，接山頭站                                                                       | ↑成环运行，接山頭站                                                                                               | ↑成环运行，接山頭站  | ↑成环运行，接山頭站 |
| ---------------------------- | ---------------------------------- | ----------------------------------------------------- | ----------------------------------------------------------------------------------------- | --- | -------------------- | ------------------- |
| 開爾文橋 Kelvinbridge        | （沒有）                           | 林地（Woodlands）、林邊（Woodside）、山頭（Hillhead） | 開爾文格羅夫公園、格拉斯哥大學主校區                                                      | 島式月台 | 2.054                |                     |
| 聖喬治十字 St George's Cross | 查令十字（步行約11分鐘）           | 林地、林邊                                            | 林地社區花園、林邊圖書館                                                                  | 島式月台 | 1.058                |                     |
| 靠卡登斯 Cowcaddens          | 查令十字（步行約14分鐘）           | 靠卡登斯                                              | 格拉斯哥開爾文學院、蘇格蘭皇家音樂學院、格拉斯哥唐人街、格拉斯哥卡利多尼安大學            | 島式月台 | 0.974                |                     |
| 布坎南街 Buchanan Street     | 格拉斯哥皇后街 布坎南巴士總站      | 市中心                                                | 布坎南街、喬治廣場、斯特拉斯克萊德大學                                                    | 側式月台（原為島式月台，後於1977-80年代現代化工程中增設側式月台，原島式月台其中一側則設置了玻璃牆，變成側式月台） | 5.233                |                     |
| 聖以諾 St Enoch              | 格拉斯哥中央 亞皆老街              | 市中心                                                | 聖以諾廣場、克萊德河北岸                                                                  | 側式月台 | 3.775                |                     |
| 橋街 Bridge Street           | （沒有）                           | 勞瑞斯頓（Laurieston）、戈布斯（Gorbals）             | 克萊德河南岸、格拉斯哥中央清真寺                                                          | 島式月台 | 0.759                |                     |
| 西街 West Street             | （沒有）                           | 的里斯頓（Tradeston）、金斯頓（Kingston）             | （沒有）                                                                                  | 島式月台 | 0.195                |                     |
| 希爾茲路 Shields Road        | 波洛克希爾茲東（步行約17分鐘）     | 波洛克希爾茲（Pollokshields）、金斯頓                 | 蘇格蘭街學校博物館、金斯頓廳（Kingston Halls）                                            | 島式月台 | 0.994                |                     |
| 堅寧公園 Kining Park         | （沒有）                           | 塞斯諾克（Cessnock）、種植園（Plantation）            | 節日公園（Festival Park）                                                                 | 島式月台 | 0.655                |                     |
| 塞斯諾克 Cessnock            | 鄧布雷克（Dumbreck，步行約18分鐘） | 塞斯諾克                                              | 格拉斯哥科學中心、節日公園                                                                | 島式月台 | 0.655                |                     |
| 埃布羅克斯 Ibrox             | （沒有）                           | 埃布羅克斯                                            | 埃布羅克斯球場、格拉斯哥科學中心、貝拉侯斯頓（Bellahouston）公園                          | 側式月台 | 1.098                |                     |
| 加文 Govan                   | （沒有）                           | 加文                                                  | 加文舊教堂、克萊德河南岸、埃爾德（Elder）公園                                             | 側式月台 | 1.662                |                     |
| 帕爾蒂克 Partick             | 帕爾蒂克                           | 帕爾蒂克                                              | 河濱博物館、西格拉斯哥急救護理醫院                                                        | 側式月台 | 1.662                |                     |
| 開爾文廳 Kelvinhall          | （沒有）                           | 帕爾蒂克                                              | 開爾文格羅夫美術館和博物館、開爾文格羅夫公園、格拉斯哥大學主校區、開爾文廳（Kelvin Hall） | 島式月台 | 1.34                 |                     |
| 山頭 Hillhead                | （沒有）                           | 帕爾蒂克山                                            | 格拉斯哥植物園、格拉斯哥大學主校區                                                        | 側式月台 | 3.71                 |                     |
| ↓成环运行，接開爾文橋站      |                                    |                                                       |                                                                                           | |                      |                     |

## 列車車型

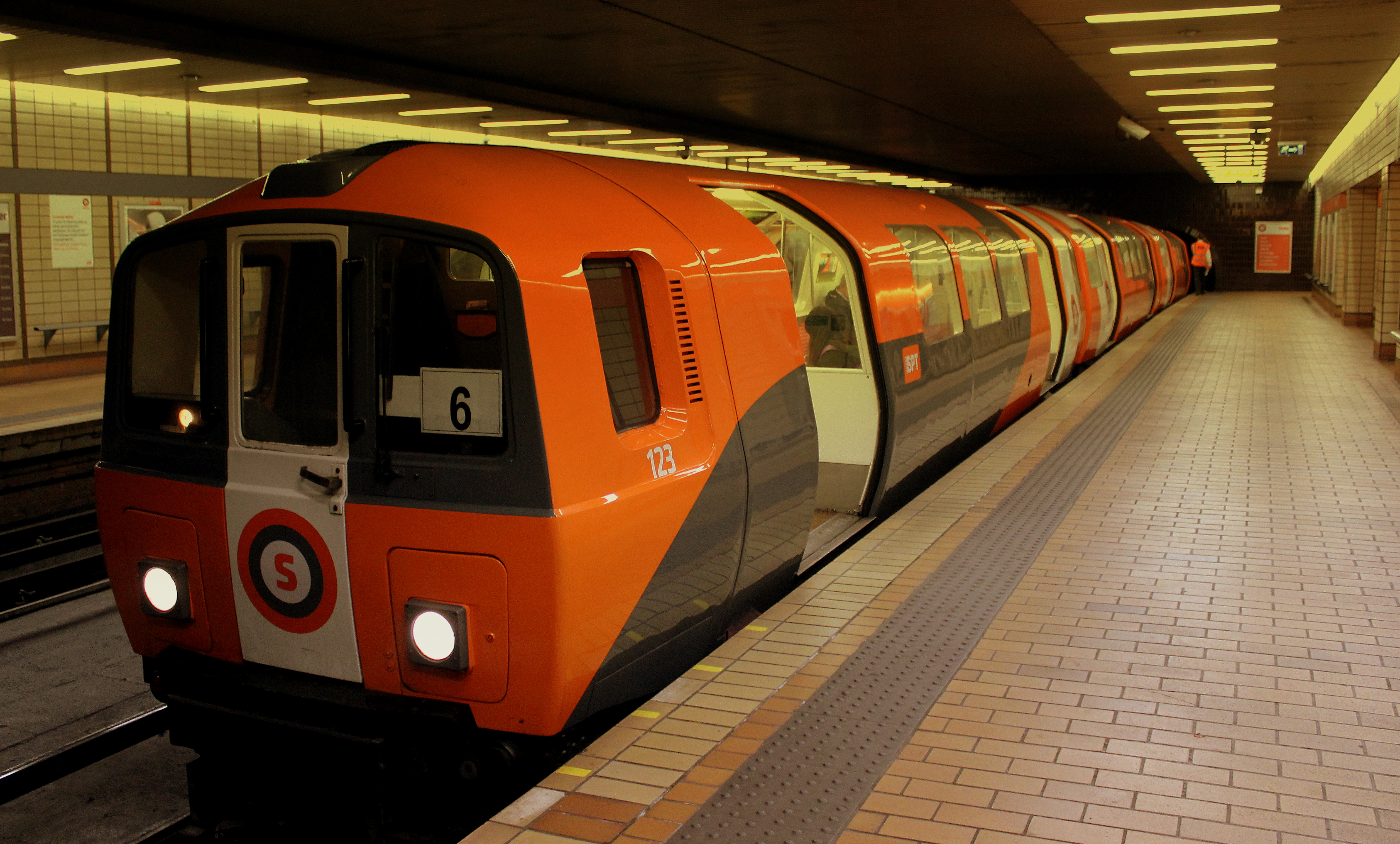
現役的第二代都城嘉慕列車，攝於布坎南街站

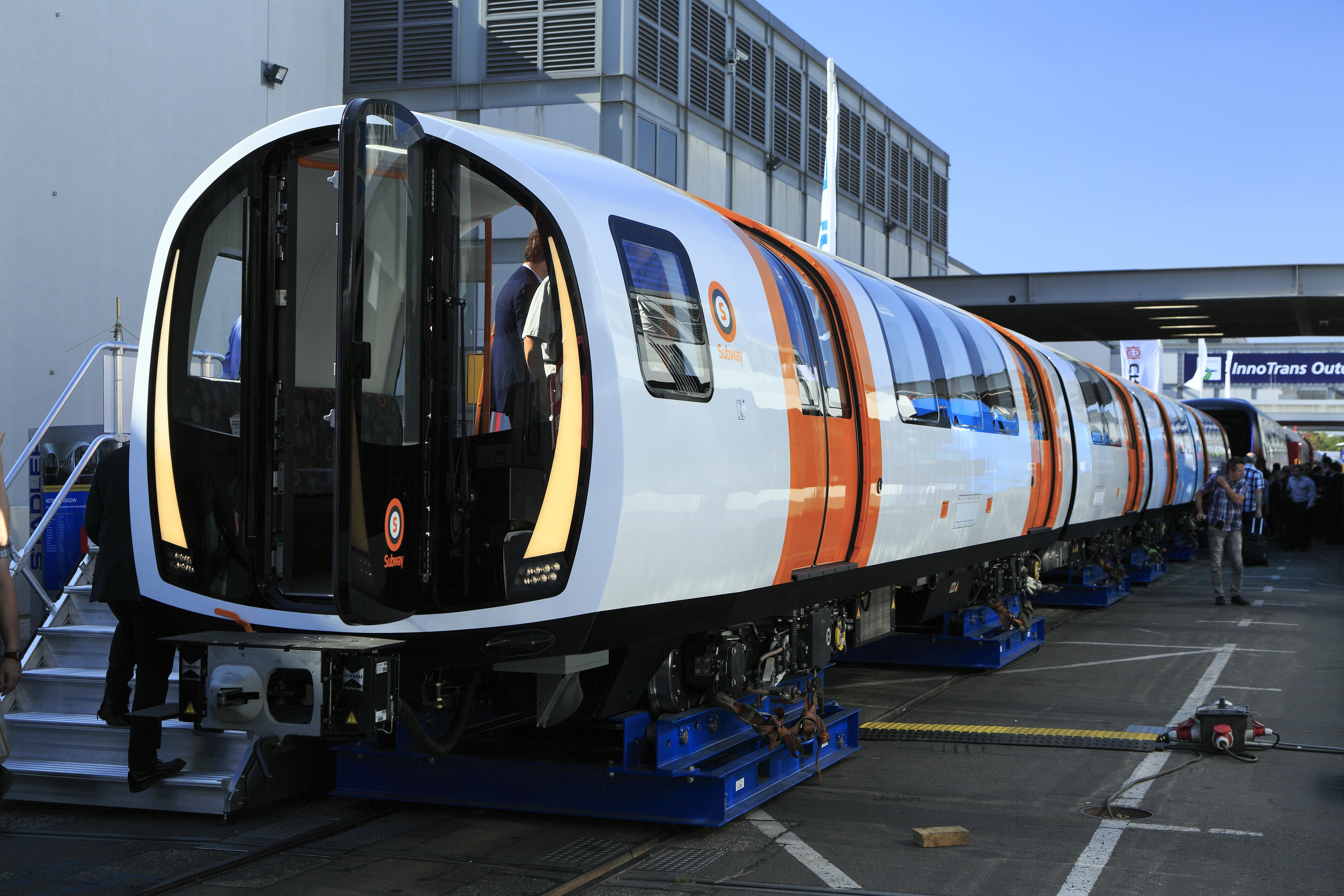
第三代的施泰德列車

### 首代列車（1896-1977）
首代列車主要於1896年製造，額外的拖卡車廂則於地鐵開通後的19年間製造。1935年，列車由纜索改為由電力索引。1977年，首代列車於格拉斯哥地鐵關閉改造期間全面退役。

### 第二代列車（1980-2024）
首33卡現役列車車廂是於1977-79年、由都城嘉慕在其位於伯明翰沃什伍德希思的廠房製造。這些新車廂於1980年4月16日格拉斯哥地鐵現代化工程完成後投入營運。1992年，八卡新拖卡製成並投入營運。1995年，阿西亞·布朗·勃法瑞於德比鐵路車輛工廠（Derby Litchurch Lane Works）為原來的33卡車廂進行翻新工程。

### 第三代列車（2023-）
2016年3月，斯特拉斯克萊德運輸合作夥伴將總價值達2億英磅的合同授予施泰德鐵路和安薩爾多信號與運輸方案，為格拉斯哥地鐵進行現代化工程，當中包括供應17列新列車。這些列車產自瑞士東部塔爾的施泰德鐵路廠房，並預計於2023年投入服務。

## 車票及票務系統
格拉斯哥地鐵採用單一固定票價，而不是基於距離的票價結構。
車票以紙質車票形式出售，或通過地鐵智能卡以電子方式出售。智能卡票價比紙質票價略有折扣，每日上限低於紙質往返票，並且比紙質全天票便宜得多。任何形式的季票（7天、4週、6個月或一年）都需要智能卡。
智能卡可在網上免費獲得，或從車站以3英鎊的價格購得。
所有車票都可以在任何車站通過售票機或售票處獲得。車票必須在讀卡器上輕拍以作驗證，並且必須保留以供離開車站。
斯特拉斯克萊德運輸合作夥伴發出的區段卡（Zonecard）在地鐵上也有效。只要它在G1或G2區有效，就可於地鐵使用。
優惠票價適用於持有斯特拉斯克萊德運輸合作夥伴頒發之蘇格蘭國家法定權益卡的殘疾人或老年人。

## 車站圖片

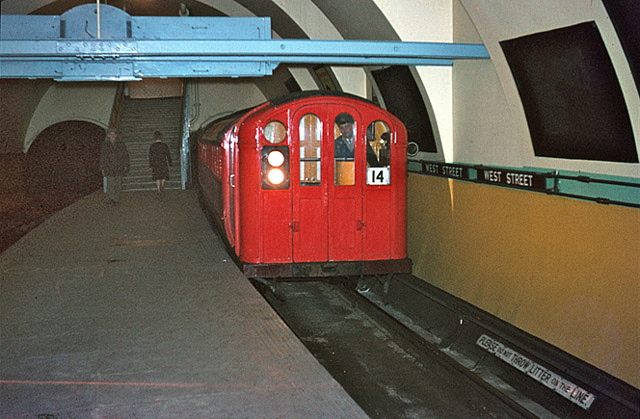
1966年時的西街站月台
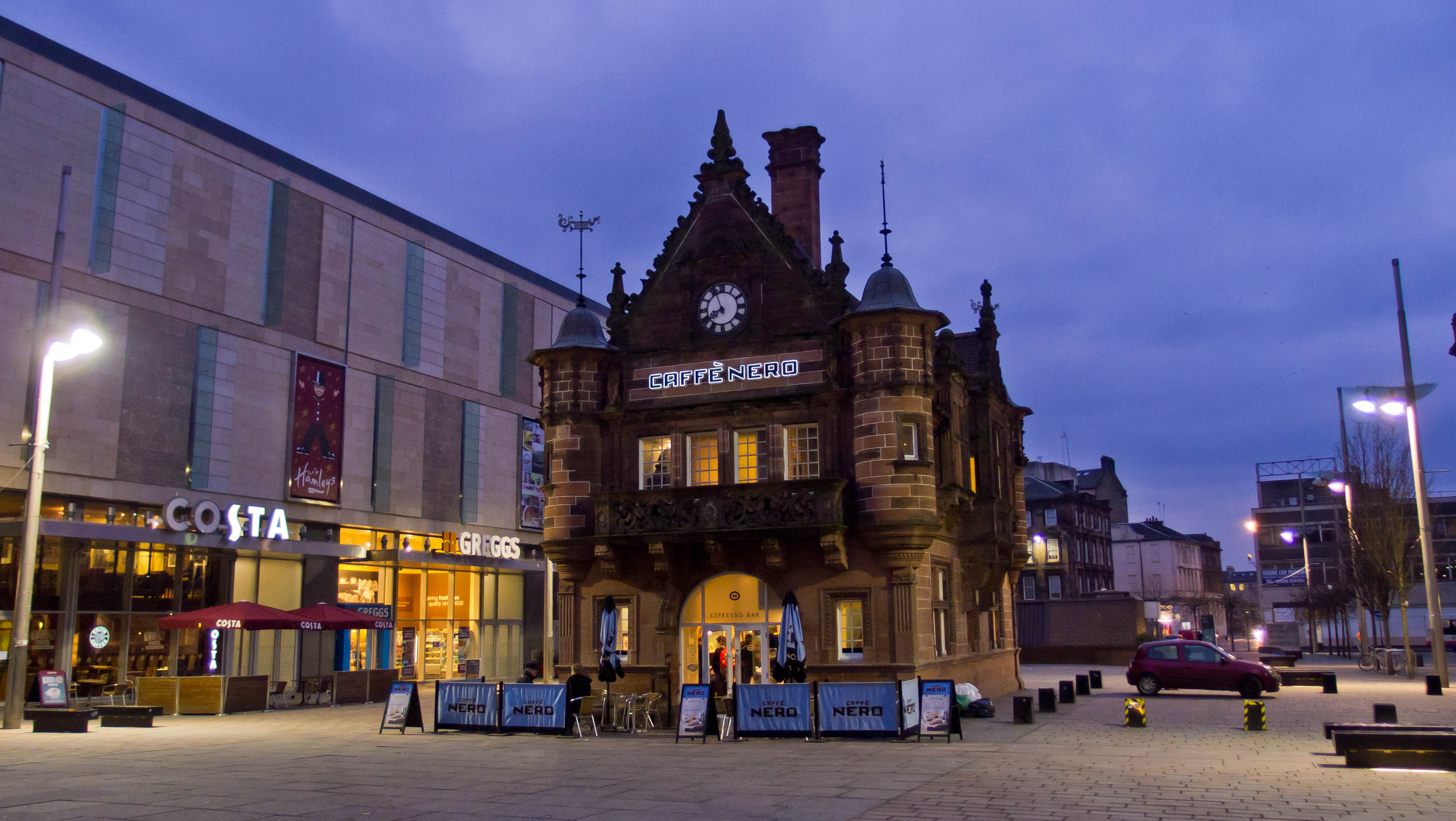
原聖以諾站地面建築，現已改作咖啡廳
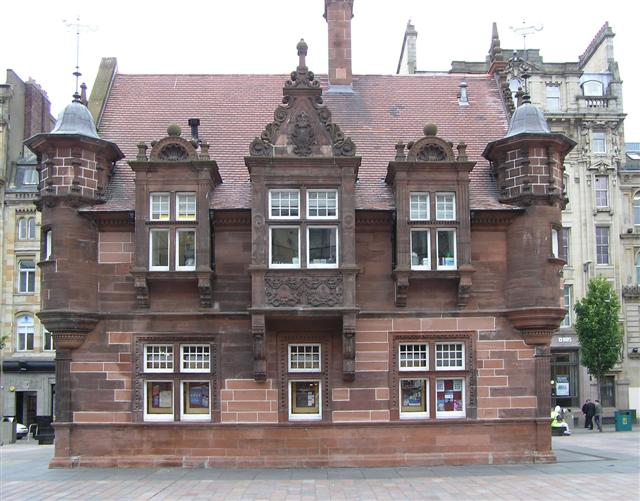
原聖以諾站地面建築，帶有弗拉芒文藝復興風格
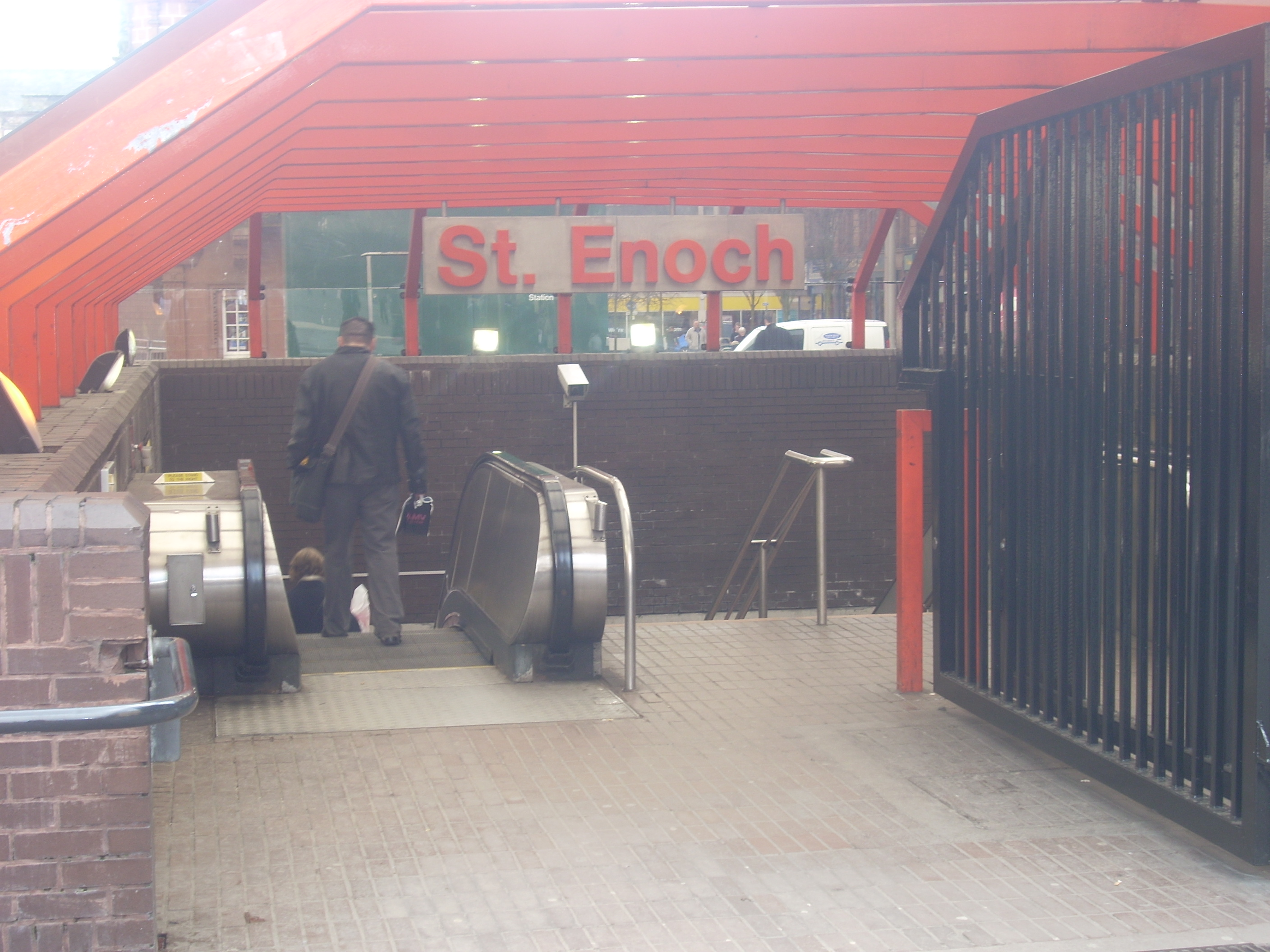
2010年前的聖以諾站入口
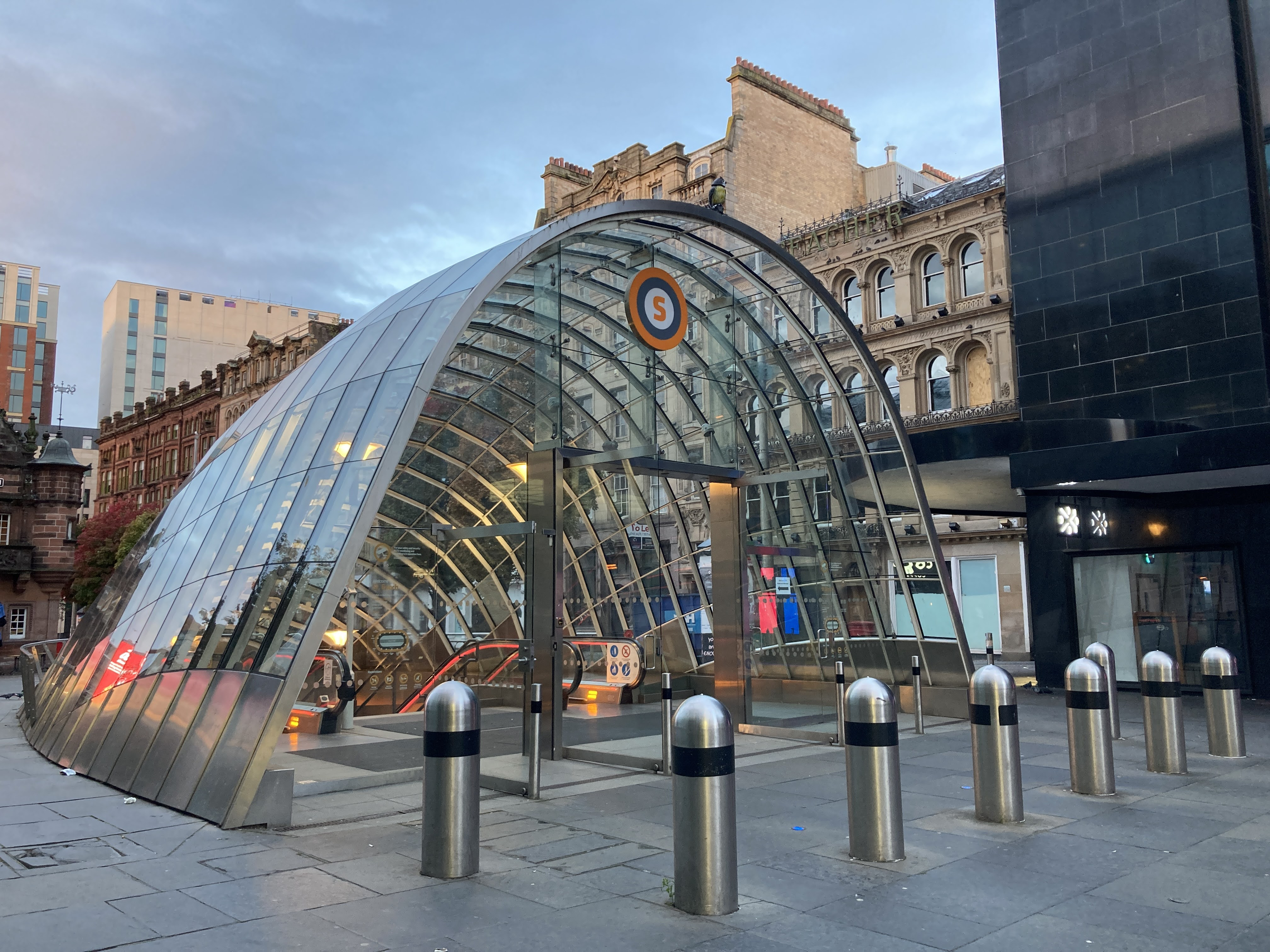
位於聖以諾廣場以北、新設玻璃上蓋的聖以諾站入口
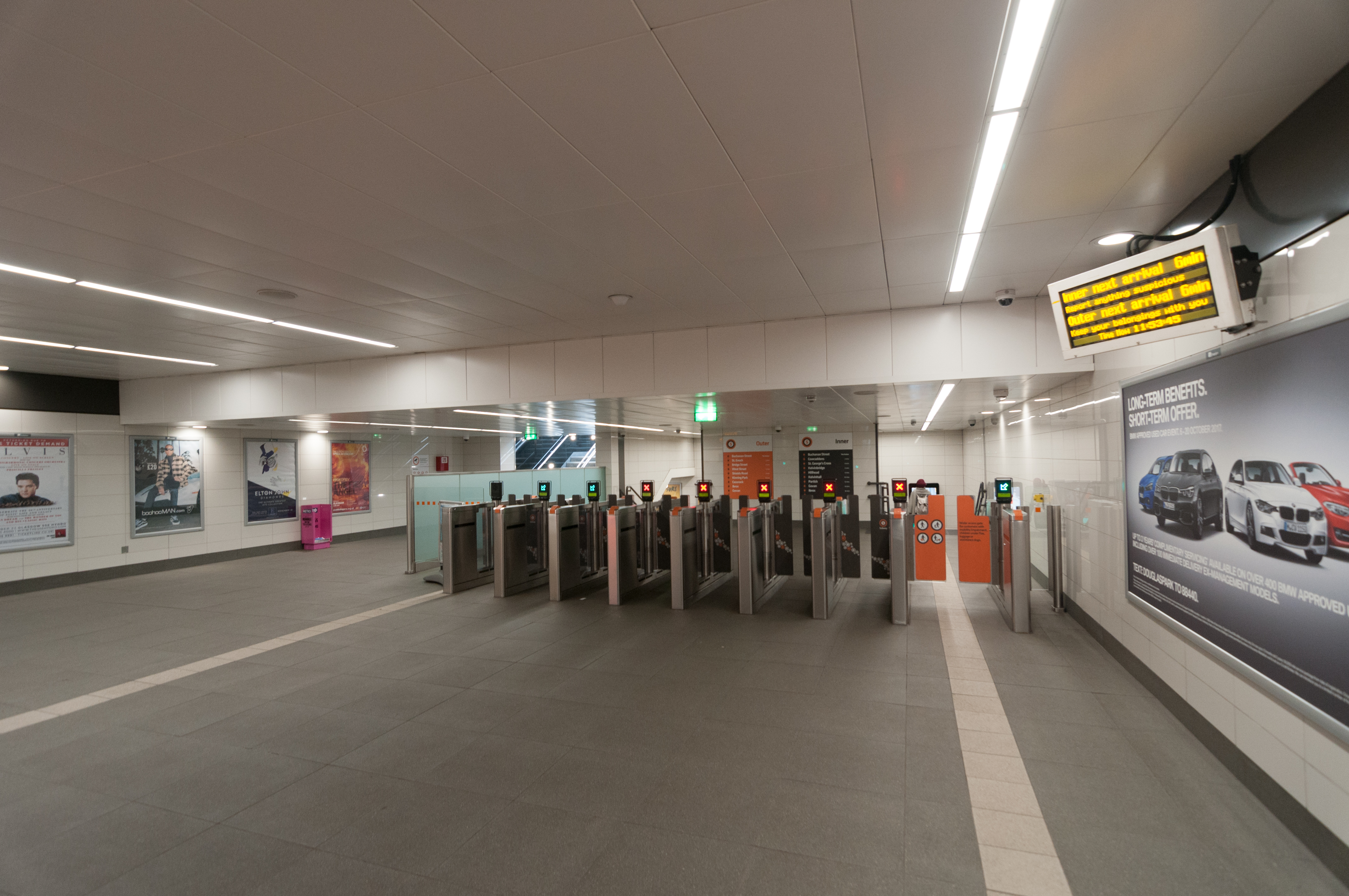
布坎南街站驗票閘口

## 服務時間
在非高峰期，列車每6-8分鐘一班。
- 週一至週六：06:30-23:40[49]
- 週日：10:00-18:12